# Rheinwerft Walsum
Die Rheinwerft Walsum war ein Teil der Gutehoffnungshütte Sterkrade und Nachfolger der Werft Jacobi, Haniel & Huyssen, die bereits 1830 in Ruhrort bestand. Sie führte offiziell den Firmennamen „Gutehoffnungshütte Sterkrade AG, Werk Sterkrade, Abt. Rheinwerft Walsum“. Der im heutigen Duisburger Stadtteil Walsum gelegene Schiffbaubetrieb galt als leistungsfähigste Binnenschiffswerft Deutschlands. 

## Geschichte
Nachdem sich die Gutehoffnungshütte bereits im 19. Jahrhundert in Ruhrort erfolgreich im Schiffbau betätigt hatte, wurde 1919 die Werft von Ruhrort nach Walsum verlegt. Schon 1922 konnte das Unternehmen Aufmerksamkeit im deutschen Schiffbau erzielen, als mit der „Franz Haniel XXVIII“ der erste Dieselmotorschlepper Deutschlands gefertigt wurde. 1936 wagte man sich an den Bau des ersten Seemotorschiffs. Bis zum Ausbruch des Zweiten Weltkriegs hatte das Unternehmen bereits 630 Einheiten gebaut und wurde während des Krieges verstärkt zur Fertigung von Landungsbooten und den Sektionsbau für Boote der U-Boot-Klasse XXI herangezogen.  

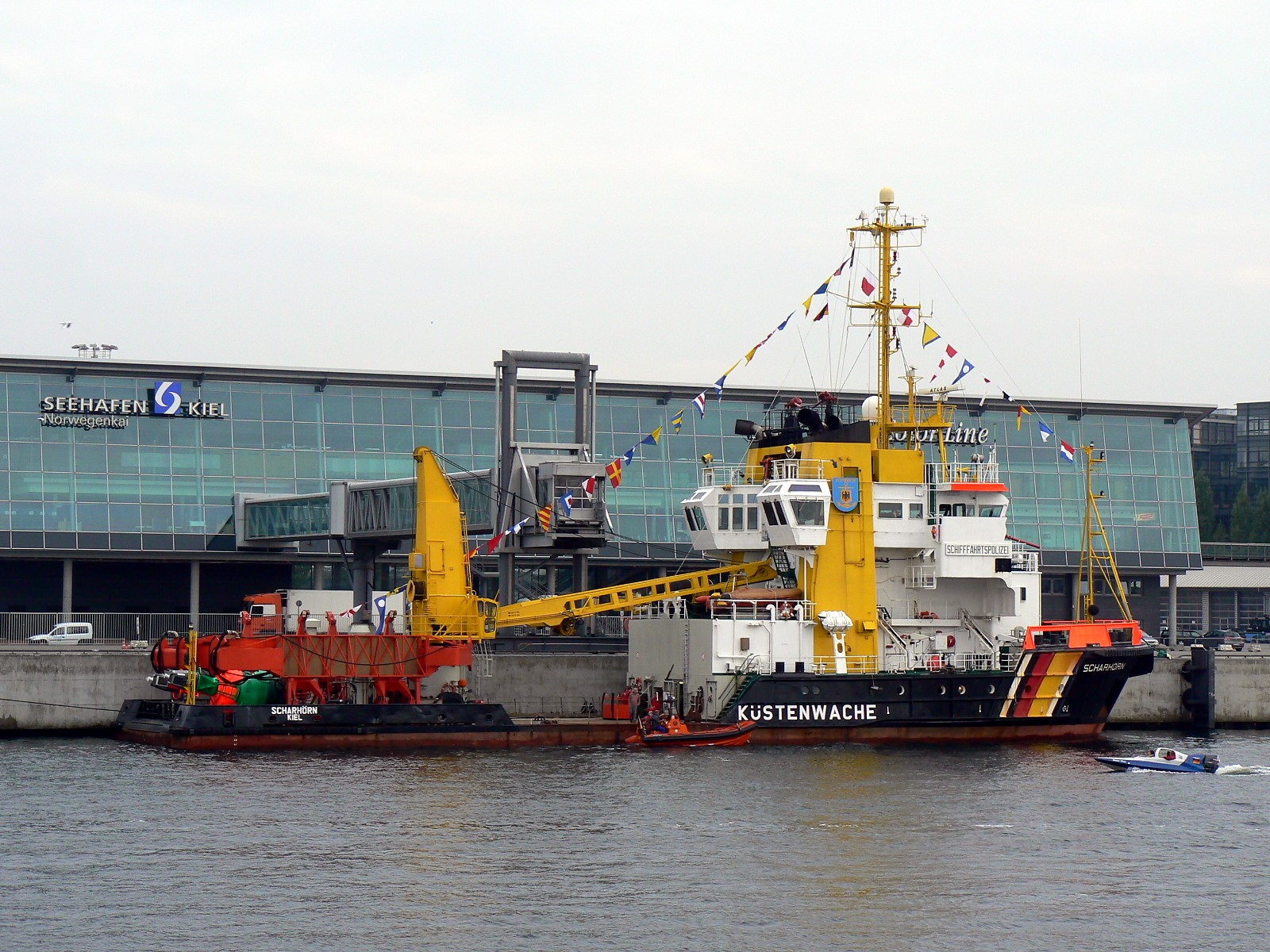
Mehrzweckschiff Scharhörn im Kieler Hafen

In den 1950er Jahren konnte der Betrieb wieder an die Erfolge der Vorkriegszeit anknüpfen. In dieser Zeit verfügte das Unternehmen, das damals mehr als 400 Arbeiter beschäftigte, über 15 Hellingsplätze von je 100 m Länge. Im Jahre 1963 lieferte die Werft ihren 1000. Neubau ab. Obwohl der Betrieb hauptsächlich im Bau von Binnenschiffen tätig war, wurden in Walsum auch in den Jahren nach dem Zweiten Weltkrieg Seeschiffe gefertigt. So verließ 1974 das 56 Meter lange Versorgungsschiff „Ostertor“ (1305 BRZ) die Helling des Schiffbaubetriebs, das später zum Ölbekämpfungsschiff Scharhörn umgebaut wurde. Auch das erste Schiff zur Verbrennung von Giftmüll auf See wurde 1979 von der Werft gefertigt. Die Rheinwerft Walsum war die größte Binnenschiffwerft am Rhein.
1982 wurde die Werft stillgelegt. Im LVR-Industriemuseum in Oberhausen vermittelt ein Modell einen Ausschnitt des ehemaligen Werftbetriebs.